# Dennis Lyngsø
Dennis Lyngsø er en dansk designer, som er uddannet fra designskolen TEKO.
Dennis Lyngsø vandt i 2010 Den Gyldne Pelsnål og Triumphs lingerikonkurrence.